# Paraturbanella eireanna
Paraturbanella eireanna is een buikharige uit de familie Turbanellidae. Het dier komt uit het geslacht Paraturbanella. Paraturbanella eireanna werd in 1976 voor het eerst wetenschappelijk beschreven door Maguire. 